# Guyanochactas touroulti
Espèce
Guyanochactas touroulti est une espèce de scorpions de la famille des Chactidae.

## Distribution
Cette espèce est endémique de Guyane. Elle se rencontre à Maripasoula dans le massif du Mitaraka.

## Description
La femelle holotype mesure 36,4 mm.

## Étymologie
Cette espèce est nommée en l'honneur de Julien Touroult.

## Publication originale
- Lourenço, 2018 : The scorpions from the Mitaraka Massif in French Guiana (Scorpiones: Buthidae, Chactidae). Zoosystema, vol. 40, no 14, p. 367-374 (texte intégral).